# Zakaria Chibab
Zakaria Chibab (arabiska: زكريا شهاب), född 5 mars 1926, död 1984 i Kuwait, var en libanesisk brottare som tog OS-silver i bantamvikt i grekisk-romersk stil 1952 i Helsingfors. Chibab emigrerade på 70-talet till Kuwait där han dog 1984.